# أمايا سالامانكا
أمايا سالامانكا أوريسار (بالإسبانية: Amaia Salamanca Urízar) ( كوسلادا، 28 مارس 1986 ) هي ممثلة إسبانية.

## السيرة
ولدت أمايا سالامانكا في مدريد (إسبانيا) في 28 مارس 1986. في البداية، لم تكن تخطط للذهاب إلى التمثيل، ولكن في أول اختبار لها، عبر الرسائل النصية القصيرة، منحتها شركة تلفزيون القناة التلفزيونية LaSexta وظيفتها الأولى في التمثيل. عملت مع ممثلين شباب آخرين في السينما والتلفزيون مثل يون غونزاليس وأروا جيمينو وماريو كاساس وماريا كاسترو. ستقود إنتاج كاميرا الويب الأسبانية الكندية المشتركة من إخراج أنتوني سول. إلى جانب عملها كممثلة، تعمل أمايا كنموذج لالتقاط الصور ومقاطع الفيديو والعروض.

## روابط خارجية
- أمايا سالامانكا على موقع IMDb (الإنجليزية)
- أمايا سالامانكا على موقع روتن توميتوز (الإنجليزية)
- أمايا سالامانكا على موقع ألو سيني (الفرنسية)
- أمايا سالامانكا على موقع قاعدة بيانات الفيلم (الإنجليزية)
- أمايا سالامانكا على موقع كينوبويسك (الروسية)